# Elsie Dahlberg-Sundberg

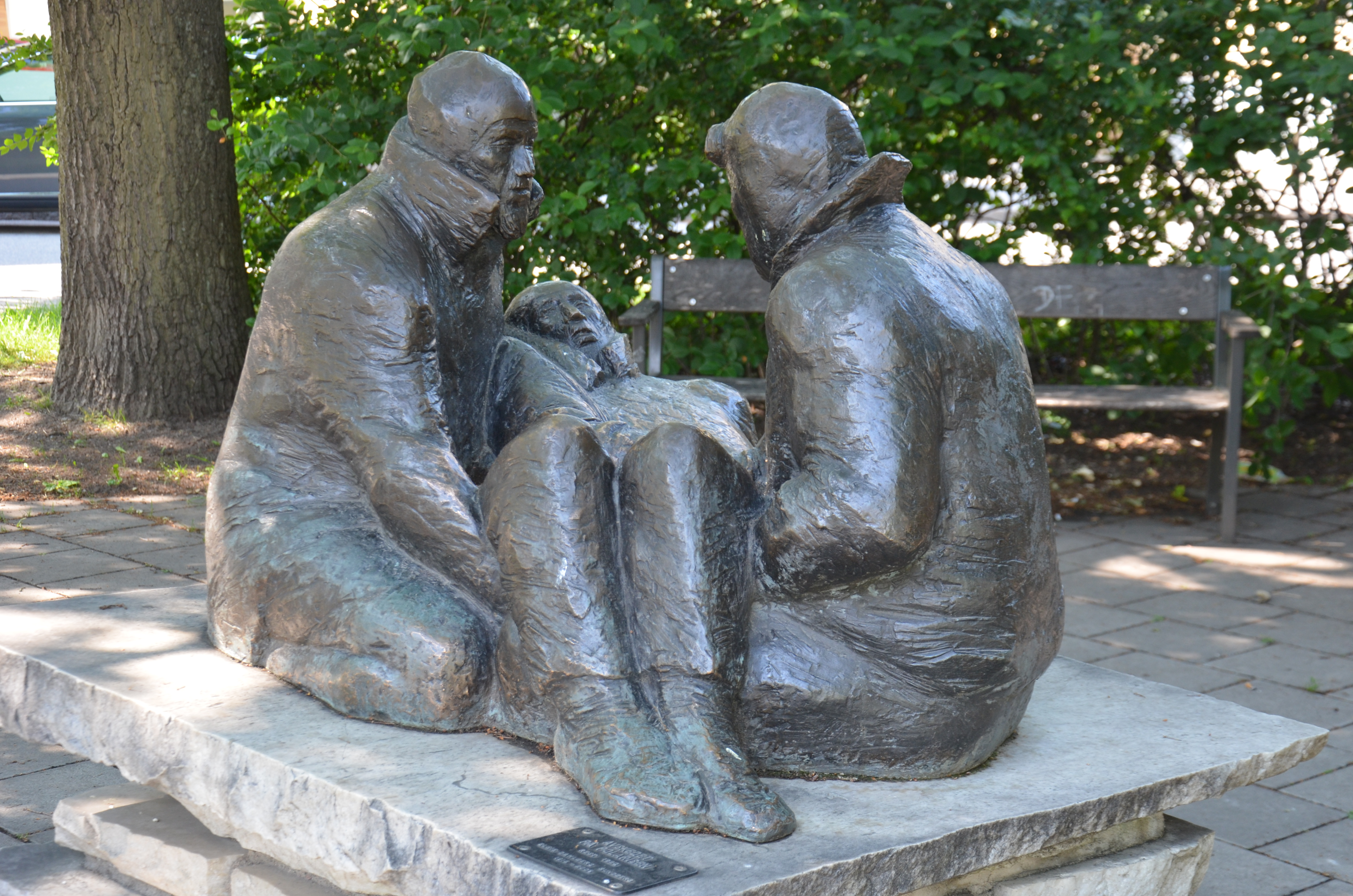
Avskedet på polarisen i Hammarbyhöjden i Stockholm

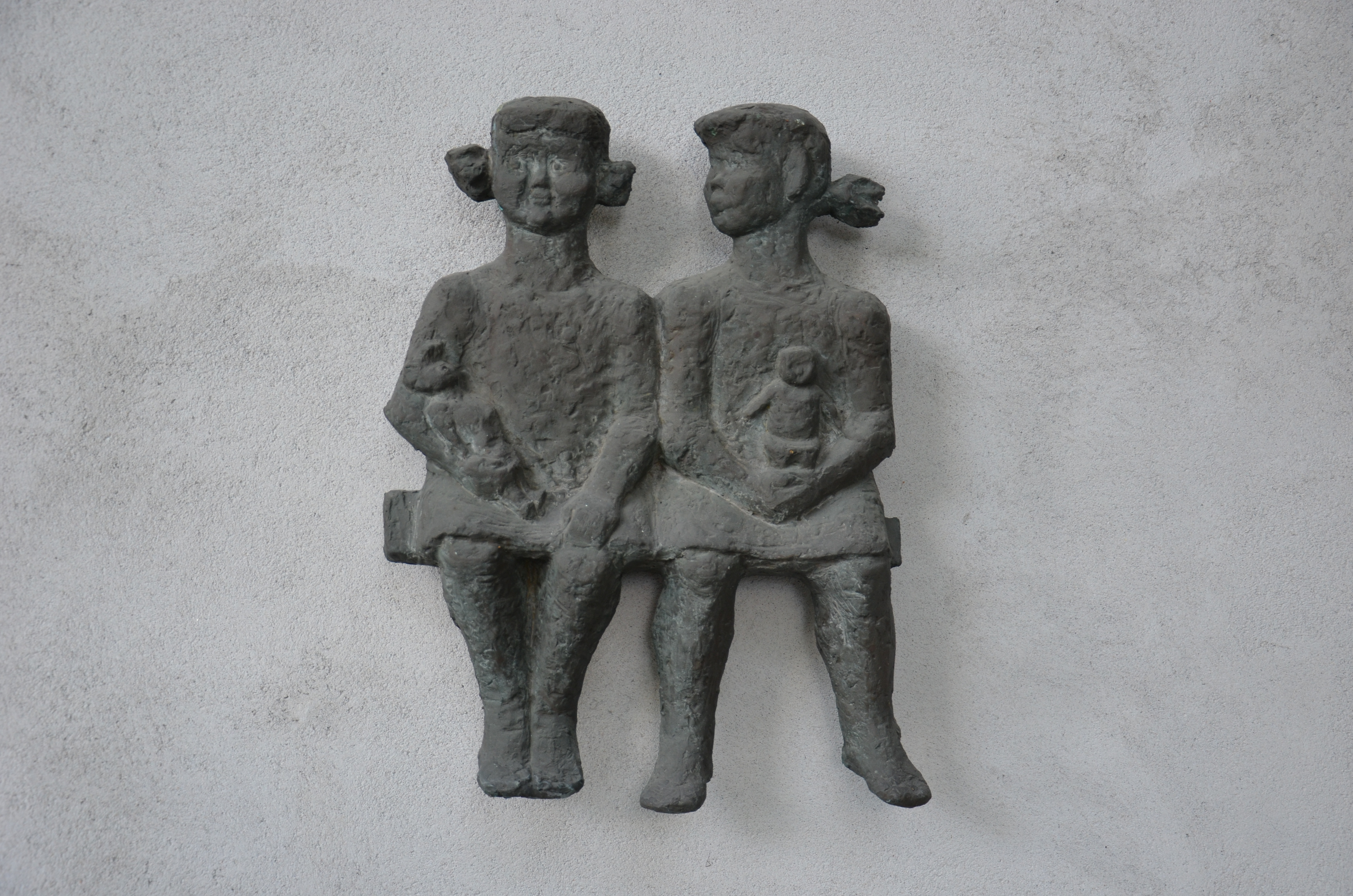
Mammor, Tallgården i Enebyberg

Elsie Margareta Dahlberg-Sundberg, född 8 december 1916 i S:t Johannes församling i Stockholm, död 27 januari 2005 i Österåker-Östra Ryds församling, var en svensk tecknare och skulptör.
Elsie Dahlberg-Sundberg utbildade sig 1938–1940 på Tekniska skolan i Stockholm och 1941–1946 på Kungliga konsthögskolan i Stockholm.

## Offentliga verk i urval
- Lena, brons, 1962, uppsatt 1984 utanför Västra Storgatan 27–29 i Kristianstad
- Världsförbättrare, Borlänge stadshus
- Ljugarbänken, brons, Vetlanda samt Hackstavägen i Österåker
- 17 år, brons, 1965, Stocksundstorps gård i Solna
- Mor och barn, brons, 1965, Stocksundstorps gård i Solna
- Mjölnare, brons, 1971, en holme i Svartån i centrala Mjölby
- Den förlorade sonen, brons, 1977, utanför vapenhuset på Södra Åsums kyrka
- Avskedet på polarisen, brons, 1980, Finn Malmgrens plan i Hammarbyhöjden i Stockholm
- Mammor, brons, väggmonterad skulptur utanför entrén till äldreboendet Tallgården i Enebyberg